# Florian Neuhaus
Florian Neuhaus, né le 16 mars 1997 à Landsberg am Lech en Allemagne, est un footballeur international allemand évoluant au poste de milieu de terrain au Borussia Mönchengladbach.

## Biographie

### TSV 1860 Munich
Né à Landsberg am Lech en Allemagne, Florian Neuhaus fait ses classes dans les équipes de jeunes du TSV Munich 1860. Il se fait notamment remarquer en 2016 lors d'un match de championnat des moins de 19 ans face aux jeunes du Borussia Dortmund en marquant d'une frappe du milieu du terrain. Cette réalisation a été élue but du mois de mai. Il joue son premier match en professionnel le 21 octobre 2016, en étant titularisé lors d'une rencontre de deuxième division face au VfB Stuttgart. Son équipe s'incline par deux buts à un.

### Fortuna Düsseldorf
Neuhaus signe son premier contrat professionnel en 2017 en faveur du Borussia Mönchengladbach. Il est prêté dans la foulée au Fortuna Düsseldorf pendant la saison 2017-2018, il participe à la promotion du club en Bundesliga, disputant 29 matches et inscrivant 6 buts.

### Borussia Mönchengladbach
À son retour à Mönchengladbach, il fait partie de l'équipe titulaire lors de la saison 2018-2019.
Neuhaus joue son premier match pour le Borussia le 19 août 2018, à l'occasion d'une rencontre de coupe d'Allemagne face au BSC Hastedt (en). Il est titularisé ce jour-là et se fait remarquer en inscrivant son premier but pour le club, et participe à la victoire de son équipe par onze buts à un.
Le 21 octobre 2020, Neuhaus joue son premier match de Ligue des champions, face à l'Inter Milan. Il est titularisé et les deux équipes se séparent sur un match nul (2-2).
Le 28 juillet 2023, Florian Neuhaus prolonge son contrat avec le Borussia Mönchengladbach. Il est alors lié au club jusqu'en juin 2027,.

### En équipe nationale
De 2016 à 2017, Florian Neuhaus représente l'équipe d'Allemagne des moins de 20 ans, sélection avec laquelle il joue un total de cinq matchs. 
Neuhaus représente ensuite les espoirs, jouant son premier match avec cette sélection contre la Hongrie le 1er septembre 2017. Il entre en jeu à la place de Maximilian Eggestein lors de cette rencontre perdue par son équipe (1-2 score final).
Il est appelé pour la première fois par Joachim Löw le 25 août 2020 avec l'équipe d'Allemagne pour participer au match de Ligue des nations. Il honore finalement sa première sélection le 7 octobre 2020 contre la Turquie, en match amical. Titularisé ce jour-là, il se distingue en inscrivant également son premier but, mais les deux équipes se séparent sur un match nul (3-3).
Le 19 mai 2021, il est sélectionné dans l'équipe pour l'Euro 2020.

## Statistiques

### Statistiques détaillées
| Saison                | Club                      | Championnat           | Championnat | Championnat | Championnat | Coupe(s) nationale(s) | Coupe(s) nationale(s) | Coupe(s) nationale(s) | Compétition(s) continentale(s) | Compétition(s) continentale(s) | Compétition(s) continentale(s) | Compétition(s) continentale(s) | Total | Total | Total |
| Saison                | Club                      | Division              | M.          | B.          | P.d.        | M.                    | B.                    | P.d.                  | Comp.                          | M.                             | B.                             | P.d.                           | M.    | B.    | P.d.  |
| 2016-2017             | TSV 1860 Munich           | 2.Bundesliga          | 14          | 0           | 1           | 3                     | 1                     | 0                     | -                              | -                              | -                              | -                              | 17    | 1     | 1     |
| Sous-total            | Sous-total                | Sous-total            | 14          | 0           | 1           | 3                     | 1                     | 0                     | -                              | -                              | -                              | -                              | 17    | 1     | 1     |
| 2017-2018             | Fortuna Düsseldorf (prêt) | 2.Bundesliga          | 27          | 6           | 1           | 2                     | 0                     | 0                     | -                              | -                              | -                              | -                              | 29    | 6     | 1     |
| Sous-total            | Sous-total                | Sous-total            | 27          | 6           | 1           | 2                     | 0                     | 0                     | -                              | -                              | -                              | -                              | 29    | 6     | 1     |
| 2018-2019             | Borussia Mönchengladbach  | Bundesliga            | 32          | 3           | 8           | 2                     | 1                     | 0                     | -                              | -                              | -                              | -                              | 34    | 4     | 8     |
| 2019-2020             | Borussia Mönchengladbach  | Bundesliga            | 30          | 4           | 2           | 2                     | 0                     | 0                     | C3                             | 5                              | 0                              | 0                              | 37    | 4     | 2     |
| 2020-2021             | Borussia Mönchengladbach  | Bundesliga            | 33          | 6           | 5           | 4                     | 2                     | 2                     | C1                             | 8                              | 0                              | 1                              | 45    | 8     | 8     |
| 2021-2022             | Borussia Mönchengladbach  | Bundesliga            | 29          | 4           | 4           | 3                     | 0                     | 0                     | -                              | -                              | -                              | -                              | 32    | 4     | 4     |
| 2022-2023             | Borussia Mönchengladbach  | Bundesliga            | 23          | 1           | 0           | 1                     | 1                     | 0                     | -                              | -                              | -                              | -                              | 24    | 2     | 0     |
| 2023-2024             | Borussia Mönchengladbach  | Bundesliga            | 18          | 3           | 0           | 3                     | 0                     | 2                     | -                              | -                              | -                              | -                              | 21    | 3     | 2     |
| Sous-total            | Sous-total                | Sous-total            | 165         | 21          | 19          | 15                    | 4                     | 4                     | -                              | 13                             | 0                              | 1                              | 193   | 25    | 24    |
| Total sur la carrière | Total sur la carrière     | Total sur la carrière | 208         | 28          | 20          | 20                    | 5                     | 4                     | -                              | 13                             | 0                              | 1                              | 241   | 33    | 25    |

### En sélection
| Saison                | Sélection             | Phases finales        | Phases finales | Phases finales | Phases finales | Éliminatoires | Éliminatoires | Éliminatoires | Matchs amicaux | Matchs amicaux | Matchs amicaux | Total | Total | Total |
| Saison                | Sélection             | Compétition           | M              | B              | Pd             | M             | B             | Pd            | M              | B              | Pd             | M     | B     | Pd    |
| --------------------- | --------------------- | --------------------- | -------------- | -------------- | -------------- | ------------- | ------------- | ------------- | -------------- | -------------- | -------------- | ----- | ----- | ----- |
| 2020-2021             | Allemagne             | Ligue des nations     | 1              | 0              | 0              | 2             | 0             | 0             | 3              | 2              | 0              | 6     | 2     | 0     |
| 2021-2022             | Allemagne             | -                     | -              | -              | -              | 3             | 0             | 1             | 1              | 0              | 0              | 4     | 0     | 1     |
| Total sur la carrière | Total sur la carrière | Total sur la carrière | 1              | 0              | 0              | 5             | 0             | 1             | 4              | 2              | 0              | 10    | 2     | 1     |